# 西北大学出版社
西北大学出版社（英語：Northwest University Press），是一家位于陕西省西安市太白路的出版社，隶属于中国西北大学。

## 概述
1983年6月24日，西北大学出版社经中华人民共和国文化部批准成立，主要出版学科、专业所需要的教材、学术专著、教考资料、科普读物等。

## 出版
主要出版物有:
王戍堂等著《点集拓扑研究与广义数》、秦元勋著《常微分方程定义的积分曲面》、张国伟等著《秦岭造山带的形成及其演化》、霍世诚、舒德干合著《中国南部寒武纪高肌虫》、雷明德主编《中国旅游地理学》、狄维忠主编《贺兰山维管植物》、张岂之主编《中国思想史》、林剑鸣主编《秦汉社会文明》、黄留珠著《秦汉仕进制度》、张华等主编《中国现代杂文史》、安旗著《李白研究》、何炼成等主编《中国经济思想管理史》、高尔纯著《短篇小说结构理论与技巧》、韩理洲著《陈子昂评传》等。